# 抗敵歌
《抗敵歌》原名《抗日歌》，是在1931年「九一八事變」爆發之後，音樂家黃自有感於神州山河遭敵寇侵略荼毒，欲喚起人民抗敵愛國意志所作。整首歌曲為黃自所譜曲，黃自、韋瀚章分别作詞，於同年11月9日由國立音樂專科學校學生在上海的廣播電臺中首次播唱，並由勝利公司灌製成唱片，是中華民國第一首抗日愛國歌曲。它与黃自、韋瀚章在1932年再度合作创作《旗正飘飘》，被视为二人合作的爱国歌曲姊妹篇:159。
抗敵歌的譜曲優美而流暢，主調雄壯澎湃，節奏緊湊有力，層次分明、氣勢磅礡。整首歌主要由兩個樂段組成，第一樂段的音調豪邁而肯定，領唱與合唱一問一答，彷彿群眾集會上宣傳鼓動的熱烈場面，第二樂段的合唱採用反覆輪唱的方式，形成一呼百應的效果。其歌詞充份展現了當時國人同仇敵愾、團結抗日的愛國熱情，也唱出了中國人民誓死報國的抗日心聲，可謂抗戰期間最有名的愛國歌曲之一。中華民國國軍莒光日電視教學節目《一寸河山一寸血》將此曲作為單元的主題曲，足見其代表性的意義。

## 歌曲创作
第一段歌词，由黃自作词。韋瀚章根据第一段歌词的意蕴创作第二段歌词。钱仁康认为，第一段歌词受到学堂乐歌时期爱国歌曲的影响，如黃遵憲《军歌》、馮樑《惟我同胞》等类似的诗句:159。

### 歌詞
中國錦繡江山誰是主人翁？我們四萬萬同胞！

強虜入寇逞兇暴，快一致永久抵抗將仇報！

家可破，國須保！

身可殺，志不撓！

一心　一力　團結牢！

努力殺敵誓不饒！

努力殺敵誓不饒！

中國錦繡江山誰是主人翁？我們四萬萬同胞！

文化疆土被焚焦，須奮起大眾合力將國保！

血正沸，氣正豪！

仇不報，恨不消！

群策　群力　團結牢！

拼將頭顱為國拋！

拼將頭顱為國拋！